# Torrecilla de la Torre
Torrecilla de la Torre – gmina w Hiszpanii, w prowincji Valladolid, w Kastylii i León, o powierzchni 7,28 km². W 2011 roku gmina liczyła 36 mieszkańców.